# Postpaid
Bei Postpaid-Zahlungssystemen handelt es sich um Telefonverträge mit nachträglicher Rechnungslegung. Das Gegenmodell zu Postpaid-Tarifen sind Prepaid-Angebote. Postpaid bedeutet so viel wie „nachträglich“ oder „später bezahlen“.

## Funktionsweise
Die Laufzeit von Postpaid-Tarifen beträgt in der Regel zwei Jahre und die Abrechnung erfolgt monatlich. Mobilfunk-Discounter bieten Postpaid-Tarife auch ohne Mindestvertragslaufzeit und ohne Grundgebühr an.
Der Mobilfunkanbieter stellt dem Kunden eine Kundenkarte – auch „Postpaid-Karte“ genannt – zur Verfügung, auf der die Kennung des dazugehörigen Kundenkontos angegeben ist. Am Ende einer vorgegebenen Abrechnungsperiode – in der Regel ein Monat – wird eine Rechnung mit den angefallenen Gebühren gelegt (Einmalgebühren und Gesprächsgebühren in Mobil- und Festnetzen – GSM/GPRS bzw. Contents).
Die Tarifgestaltung am Markt ist unterschiedlich. Für Vieltelefonierer (Businesskunden) werden Tarife mit hohen Grundgebühren und geringen Zeittarifen tagsüber angeboten, für Wenigtelefonierer Tarife mit geringeren Grundgebühren bei höheren Minutenpreisen tagsüber und günstigeren Abendtarifen.
Grundsätzlich ist das monatliche Gesprächsvolumen unbegrenzt; allerdings registrieren Mobilfunkbetreiber, wenn eine überdurchschnittliche tägliche Nutzung auftritt, um Missbrauch und Betrug erkennen und rechtzeitig einschreiten zu können (i. d. R. durch Kartensperre oder Mitteilung an den Kunden). Eine regelmäßige Kostenkontrolle hat der Kunde aber nur bei Systemen mit Vorauszahlung (Prepaid).
Der Kunde kann bestimmte Rufnummern (z. B. Mehrwertnummern, Auslandstelefonate) generell sperren lassen.
Bei Verträgen mit nachträglicher Abrechnung konnten die Kunden schon seit der Einführung der GSM-Netze in Fremdnetze im In- und Ausland telefonieren (Roaming). Während bei Vorauszahlungssystemen die Gespräche in Echtzeit überwacht werden müssen, damit der Mobilfunkanbieter ein Gespräch beenden kann, sobald das Guthaben aufgebraucht ist, ist bei Postpaid-Roaming keine Onlineverbindung zwischen benutztem Fremdnetz und dem eigenen Netz nötig. Gesprächsverbindungen, die vom Ausland aus aufgebaut werden, erfordern jedoch die vorherige Abfrage des sog. Visitor Location Registers (VLR) des ausländischen Netzbetreibers nach dem Profil der Karte im eigenen Netz sowie die des sog. Home Location Registers (HLR) hinsichtlich etwaiger Roaming-Sperren durch den Kunden (per GSM-Code) oder den Netzbetreiber.